# The Elusive Light and Sound, volume 1
The Elusive Light and Sound, volume 1 album je Steve Vaia na kojem se nalaze pjesme koje je snimio za film i televizijske emisije

## Popis pjesama
1. "Celluloid Heroes"
2. "Love Blood"
3. "Fried Chicken"
4. "Butler's Bag"
5. "Head-Cuttin' Duel"
6. "Eugene's Trick Bag"
7. "Amazing Grace"
8. "Lousianna Swamp Skank"
9. "Air Guitar Hell"
10. "The Reaper"
11. "Introducing The Wyld Stallions"
12. "Girls Mature Faster Than Guys"
13. "The Battle"
14. "Meet the Reaper"
15. "Final Guitar Solo"
16. "The Reaper Rap"
17. "Drive The Hell Out Of Here"
18. "Get The Hell Out Of Here"
19. "Welcome Pre-Frosh"
20. "The Dark Hallway"
21. "The Dead Band Ends"
22. "The Cause Heads"
23. "Find The Meat"
24. "The Ax Will Fall"
25. "Now We Run(cue)"
26. "Hey Jack"
27. "What!"
28. "Still Running"
29. "Dead Heads"
30. "Blow Me Where The Pampers Is"
31. "Pins And Needles"
32. "Plug My Ass In"
33. "Loose Keg Sightings"
34. "Don't Sweat It"
35. "How Hidge"
36. "Beer Beer"
37. "We're Not Gonna Protest"
38. "Initiation"
39. "See Ya Next Year"
40. "Now We Run"

Neke skladbe dolaze iz filma Crossroads iz 1986.g., Ralph Macchio i Joe Seneca. U tom filmu Steve Vai glumi Jacka Butlera suparnika u sviranju gitare kojeg Macchio mora pobijediti kako bi oslobodio dušu svoga prijatelja blues gitariste.